# Team Mirai
Team Mirai (チームみらい) (Équipe pour le futur) est un parti politique japonais fondé par l'ingénieur en intelligence artificielle et écrivain de science-fiction Takahiro Anno. 
Le parti remporte un siège lors des élections à la Chambre des conseillers de 2025, au scrutin proportionnel avec 1 517 890 voix (2,6 %).

## Dirigeants
| Position           | Nom              |
| ------------------ | ---------------- |
| Président          | Takahiro Anno    |
| Vice-président     | Vacant           |
| Secrétaire général | Satoshi Takayama |

## Histoire
Le parti est fondé en mai 2025 par Takahiro Anno ; il vise à créer un Japon où la technologie n'abandonne personne. Lors des élections de 2025, le slogan du parti est « ne pas créer de division ». Ses candidats sont ingénieurs ou travaillent dans les technologies modernes. Anno se veut un avocat de la démocratie digitale et promeut l'usage de l'intelligence artificielle dans les processus politique et administratif, notamment pour améliorer l’éducation et l'accueil des enfants, ainsi que l'aide sociale.
En réponse aux scandales financiers du parti au pouvoir (le parti libéral-démocrate), Team MIrai plaide pour plus de transparence et d’efficacité administrative.
Le parti souhaite promouvoir l'engagement des jeunes en politique.